# 간이 휴게소
간이 휴게소(簡易休憩所)는 고속도로와 일반 간선도로(국도 등)에 설치된 편의 시설로 종합 휴게소와 같이 운전자와 승객의 휴식 및 편의를 제공하지만 규모가 소규모인 휴게소를 말한다. 주차공간, 자판기, 편의점과 화장실을 갖추고 있지만 식당은 갖추지 않은 경우가 많다. 주차장은 일반 휴게소에 비해 소규모인 것이 특징이다. 대한민국에서 고속도로와 일반 간선도로의 휴게소의 영문 명칭은 종합 휴게소와 간이 휴게소 구분 없이 서비스 에어리어(SA, Service Area)로 불리기 때문에 영문 명칭만으로 종합 휴게소와 간이 휴게소를 구분하기는 어렵다. 한편 대한민국 최초의 고속도로가 개통하기 전이었던 1968년 9월 고속버스 운행 개시와 관련된 기사에서 "휴게소 또는 간이 휴게소를 설치"한다는 표현에 해당하는 "서비스 에어리어를 설치"와 "파킹 에어리어를 설치"한다는 표현이 있다.
도로표지규칙 별표3에는 간이 휴게소라는 구분의 표지는 존재하지 않으며, 도로표지규칙에 있는 휴게소의 구분은 종합 휴게소와 소풍 휴게소, 간이 매점 등으로 구분된다.

## 국가별 간이 휴게소

### 일본

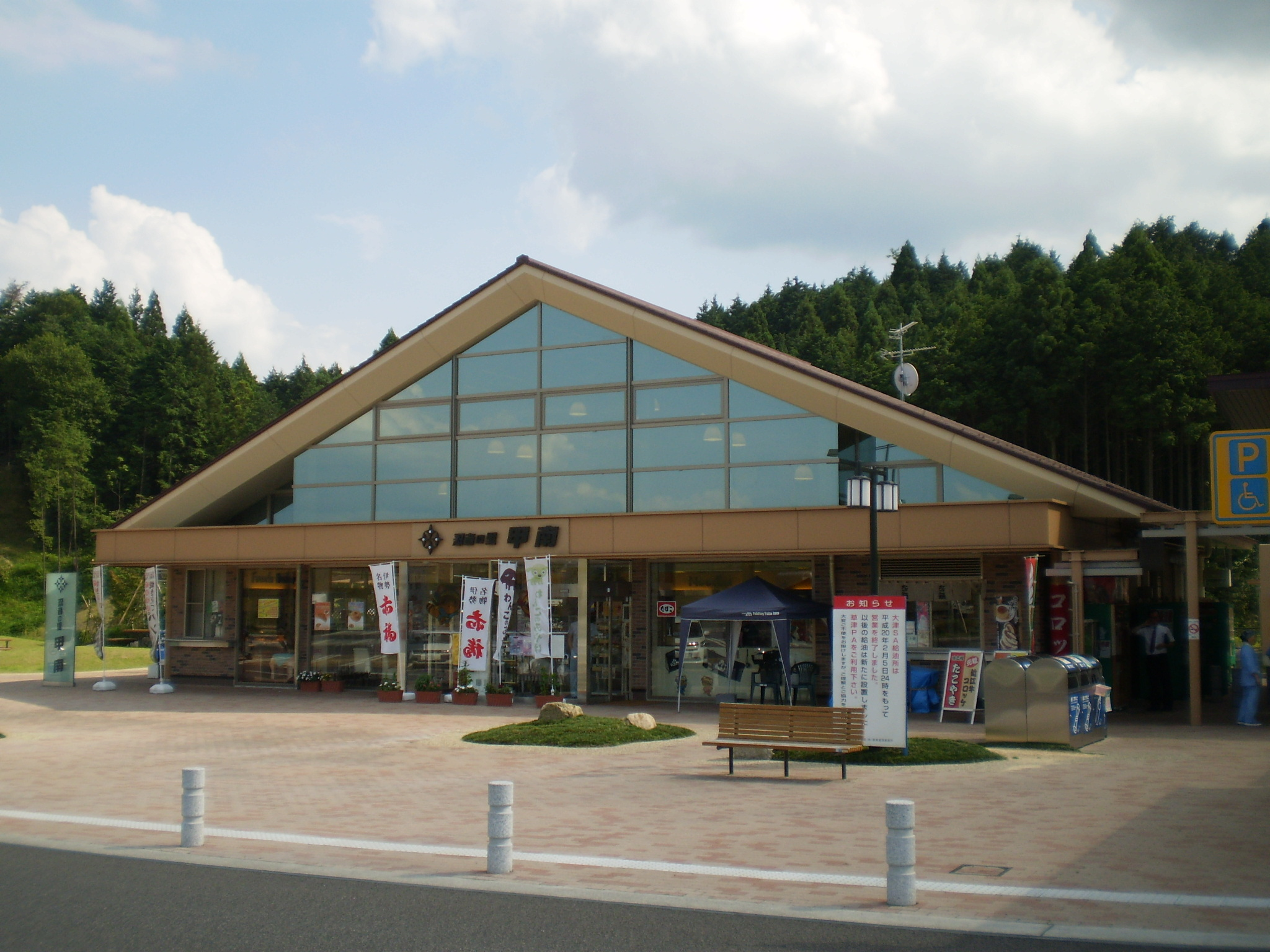
신메이신 고속도로 고난 PA

일본의 고속도로나 유료도로에 있는 간이 휴게소는 파킹 에어리어(Parking Area, 일본어: パーキングエリア 파킹구에리아[*])로 불리며, 약칭 PA이다.
일본의 고속도로에서 간이 휴게소는 일반적으로 15 km 간격 (홋카이도는 일반적으로 25 km 간격)에 설치된다. 단 이것은 일반론이며, 기타 간토 자동차도의 한 간이 휴게소인 경우에는 50 km 가까이 떨어져 있는 경우도 있다. 종합 휴게소(SA)보다 소규모 시설을 갖추고 있기 때문에 화장실이나 자판기가 설치되고 있다. 그 밖에 매점이나 경식 코너등이 마련되어 있는 간이 휴게소도 많다. 뿐만 아니라 교통량이 많은 구간을 중심으로 레스토랑이나 안내소 등 종합 휴게소와 같은 정도의 시설이 마련되어 있고 규모가 큰 간이 휴게소도 있다.
도로공단 민영화 이후에는 그동안 설치할 수 없었던 패스트푸드점·편의점이 설치되게 되었다. 이용자의 침체나 기호의 변화 등으로 경식 코너·쇼핑 코너가 폐지되어 편의점·패스트푸드점으로 바꾸는 예도 증가되고 있다. 또 지방의 간이 휴게소에는 합리화 때문에 매점이나 스넥바 코너 안내소 등을 폐지해서 무인화하고, 자판기와 화장실·공중전화만의 설비에 축소하는 예도 늘어나고 있다.
한편, 새직할 방식 등으로 고속도로가 무료구간의 경우에는 간이 휴게소를 설치를 하지 않고, 미치노에키를 이웃에 설치하고, 간이 휴게소의 책임을 다하고 있는 것도 있다.

### 대한민국
대한민국의 간이 휴게소는 주로 경춘국도의 청평, 가평 일대를 중심으로 하는 간이 휴게소들이 많이 있으며, 일부 유료도로에서도 간이 휴게소가 소수 존재한다.

## 같이 보기
- 고속도로 휴게소
- 미치노에키
- 졸음쉼터